# Deuxième circonscription de la Loire
La deuxième circonscription de la Loire est l'une des sept circonscriptions législatives françaises que compte le département de la Loire (42) situé en région Auvergne-Rhône-Alpes.

## Description géographique et démographique

### De 1958 à 1986
La deuxième circonscription de la Loire était composée de :
- canton de Saint-Étienne-Sud-Est
- canton de Saint-Étienne-Sud-Ouest

Source : Journal Officiel du 14-15 Octobre 1958.

### De 1988 à 2012
La deuxième circonscription de la Loire est délimitée par le découpage électoral de la loi n°86-1197 du 24 novembre 1986
, elle regroupe les divisions administratives suivantes : 
- canton de Saint-Étienne-Sud-Est-1
- canton de Saint-Étienne-Sud-Est-2
- canton de Saint-Étienne-Sud-Est-3
- canton de Saint-Étienne-Sud-Ouest-1.

D'après le recensement général de la population en 1999, réalisé par l'INSEE, la population totale de cette circonscription est estimée à 85551 habitants,.

### De 2012 à 2015
À compter du découpage électoral de 2010, elle regroupe les cantons suivants :
- Saint-Étienne-Sud-Est-I,
- Saint-Etienne-Sud-Est-II,
- Saint-Étienne-Sud-Est-III,
- Saint-Étienne-Sud-Ouest-I,
- Saint-Étienne-Sud-Ouest-II

### À partir de 2015
À la suite du redécoupage des cantons de 2014, les circonscriptions législatives ne sont plus composées de cantons entiers mais continuent à être définies selon les limites cantonales en vigueur en 2010. Elle est composée des cantons actuels suivants :
- Saint-Étienne-1 (sauf Îlot Grüner),
- Saint-Etienne-2 (partie de Saint-Étienne),
- Saint-Étienne-3 (partie des quartiers Montaud et Hôtel de Ville),
- Saint-Étienne-4 (quartier Châteaucreux),
- Saint-Étienne-5 (quartier Monthieu) ,
- Saint-Étienne-6

## Historique des députations
| Législature | Début de mandat | Fin de mandat  | Député              | Parti politique | Observations                                                                           |
| ----------- | --------------- | -------------- | ------------------- | --------------- | -------------------------------------------------------------------------------------- |
| IXe         | 23 juin 1988    | 1er avril 1993 | Christian Cabal     | RPR             |                                                                                        |
| Xe          | 2 avril 1993    | 21 avril 1997  | Christian Cabal,    | RPR,            | Mandat écourté à la suite d'une dissolution parlementaire décidée par Jacques Chirac.  |
| XIe         | 12 juin 1997    | 18 juin 2002   | Christian Cabal     | RPR             |                                                                                        |
| XIIe        | 19 juin 2002    | 19 juin 2007   | Christian Cabal,    | UMP,            |                                                                                        |
| XIIIe       | 20 juin 2007    | 19 juin 2012   | Jean-Louis Gagnaire | PS              |                                                                                        |
| XIVe        | 20 juin 2012    | 20 juin 2017   | Jean-Louis Gagnaire | PS              |                                                                                        |
| XVe         | 21 juin 2017    | 21 juin 2022   | Jean-Michel Mis     | LREM            |                                                                                        |
| XVIe        | 22 juin 2022    | 9 juin 2024    | Andrée Taurinya     | LFI - NUPES     | Mandat écourté à la suite d'une dissolution parlementaire décidée par Emmanuel Macron. |

## Historique des élections

### Élections de 1958
| Candidat       | Candidat            | Parti          | Premier tour | Premier tour | Second tour | Second tour |  |
| Candidat       | Candidat            | Parti          | Voix         | %            | Voix        | %           |  |
| -------------- | ------------------- | -------------- | ------------ | ------------ | ----------- | ----------- |  |
|                | Lucien Neuwirth élu | UNR            | 16 645       | 36,24        | 32 942      | 76,9        |  |
|                | Jean Violet         | CNIP           | 13 654       | 29,73        | Retrait     | Retrait     |  |
|                | Michel Olagnier     | PCF            | 8 314        | 18,1         | 9 894       | 23,1        |  |
|                | Claudius Volle      | SFIO           | 7 316        | 15,93        | Retrait     | Retrait     |  |
|                |                     |                |              |              |             |             |  |
| Inscrits       | Inscrits            | Inscrits       | 65 401       | 100,00       | 65 398      | 100,00      |  |
| Abstentions    | Abstentions         | Abstentions    | 18 443       | 28,2         | 20 775      | 31,77       |  |
| Votants        | Votants             | Votants        | 46 958       | 71,8         | 44 623      | 68,23       |  |
| Blancs et nuls | Blancs et nuls      | Blancs et nuls | 1 029        | 2,19         | 1 787       | 4           |  |
| Exprimés       | Exprimés            | Exprimés       | 45 929       | 97,81        | 42 836      | 96          |  |

Le suppléant de Lucien Neuwirth était René Roinat, Inspecteur central des contributions indirectes, conseiller municipal de Saint-Étienne de 1959 à 1965, ancien chef des Mouvements Unifiés de la Résistance.

### Élections de 1962
| Candidat       | Candidat                      | Parti          | Premier tour | Premier tour | Second tour | Second tour |  |
| Candidat       | Candidat                      | Parti          | Voix         | %            | Voix        | %           |  |
| -------------- | ----------------------------- | -------------- | ------------ | ------------ | ----------- | ----------- |  |
|                | Lucien Neuwirth sortant réélu | UNR-UDT        | 16 119       | 38,82        | 23 284      | 54,43       |  |
|                | Michel Olagnier               | PCF            | 9 471        | 22,81        | Retrait     | Retrait     |  |
|                | Jean-Eugène Violet            | CNIP           | 6 402        | 15,42        | Retrait     | Retrait     |  |
|                | Michel Soulié                 | Radsoc         | 5 322        | 12,82        | 19 491      | 45,57       |  |
|                | Michel Durafour               | CR             | 4 205        | 10,13        | Retrait     | Retrait     |  |
|                |                               |                |              |              |             |             |  |
| Inscrits       | Inscrits                      | Inscrits       | 67 084       | 100,00       | 67 084      | 100,00      |  |
| Abstentions    | Abstentions                   | Abstentions    | 24 716       | 36,84        | 22 408      | 33,4        |  |
| Votants        | Votants                       | Votants        | 42 368       | 63,16        | 44 676      | 66,6        |  |
| Blancs et nuls | Blancs et nuls                | Blancs et nuls | 849          | 2            | 1 901       | 4,26        |  |
| Exprimés       | Exprimés                      | Exprimés       | 41 519       | 98           | 42 775      | 95,74       |  |

Le suppléant de Lucien Neuwirth était René Roinat.

### Élections de 1967
| Candidat       | Candidat                      | Parti          | Premier tour | Premier tour | Second tour | Second tour |  |
| Candidat       | Candidat                      | Parti          | Voix         | %            | Voix        | %           |  |
| -------------- | ----------------------------- | -------------- | ------------ | ------------ | ----------- | ----------- |  |
|                | Lucien Neuwirth sortant réélu | UD-Ve          | 21 205       | 40,67        | 27 758      | 52,94       |  |
|                | Charles Hernu                 | CIR (FGDS)     | 10 377       | 19,9         | 24 675      | 47,06       |  |
|                | Serge Gaillard                | PCF            | 10 315       | 19,78        | Retrait     | Retrait     |  |
|                | Louis Paulet                  | CD (PDM)       | 6 026        | 11,56        |             |             |  |
|                | Pierre Greaux                 | Modérés        | 4 215        | 8,08         |             |             |  |
|                |                               |                |              |              |             |             |  |
| Inscrits       | Inscrits                      | Inscrits       | 71 160       | 100,00       | 71 160      | 100,00      |  |
| Abstentions    | Abstentions                   | Abstentions    | 18 162       | 25,52        | 17 096      | 24,02       |  |
| Votants        | Votants                       | Votants        | 52 998       | 74,48        | 54 064      | 75,98       |  |
| Blancs et nuls | Blancs et nuls                | Blancs et nuls | 860          | 1,62         | 1 631       | 3,02        |  |
| Exprimés       | Exprimés                      | Exprimés       | 52 138       | 98,38        | 52 433      | 96,98       |  |

Le suppléant de Lucien Neuwirth était René Roinat.

### Élections de 1968
| Candidat       | Candidat                      | Parti          | Premier tour | Premier tour | Second tour | Second tour |  |
| Candidat       | Candidat                      | Parti          | Voix         | %            | Voix        | %           |  |
| -------------- | ----------------------------- | -------------- | ------------ | ------------ | ----------- | ----------- |  |
|                | Lucien Neuwirth sortant réélu | UDR (URP)      | 24 282       | 47,85        | 26 150      | 54,08       |  |
|                | Serge Gaillard                | PCF            | 9 926        | 19,56        | 14 070      | 29,1        |  |
|                | Louis Paulet                  | CD (PDM)       | 8 830        | 17,4         | 8 130       | 16,81       |  |
|                | Jean Vincent                  | SFIO (FGDS)    | 7 708        | 15,19        | Retrait     | Retrait     |  |
|                |                               |                |              |              |             |             |  |
| Inscrits       | Inscrits                      | Inscrits       | 70 982       | 100,00       | 70 979      | 100,00      |  |
| Abstentions    | Abstentions                   | Abstentions    | 19 708       | 27,76        | 22 024      | 31,03       |  |
| Votants        | Votants                       | Votants        | 51 274       | 72,24        | 48 955      | 68,97       |  |
| Blancs et nuls | Blancs et nuls                | Blancs et nuls | 528          | 1,03         | 605         | 1,24        |  |
| Exprimés       | Exprimés                      | Exprimés       | 50 746       | 98,97        | 48 350      | 98,76       |  |

Le suppléant de Lucien Neuwirth était René Roinat (décédé en 1971).

### Élections de 1973
| Candidat       | Candidat                      | Parti          | Premier tour | Premier tour | Second tour | Second tour |  |
| Candidat       | Candidat                      | Parti          | Voix         | %            | Voix        | %           |  |
| -------------- | ----------------------------- | -------------- | ------------ | ------------ | ----------- | ----------- |  |
|                | Lucien Neuwirth sortant réélu | UDR (URP)      | 19 228       | 36,65        | 29 182      | 55,77       |  |
|                | Lucien Arnaud                 | PCF            | 10 800       | 20,59        | 23 144      | 44,23       |  |
|                | Arlette Bardon                | PS (UGSD)      | 9 231        | 17,6         | Retrait     | Retrait     |  |
|                | Marc Morenvillez              | Rad (MR)       | 7 347        | 14,01        | Retrait     | Retrait     |  |
|                | André Garnier                 | PSU            | 2 537        | 4,84         |             |             |  |
|                | Mathilde-Josèphe Salichon     | Divers droite  | 1 254        | 2,39         |             |             |  |
|                | Maurice Étienne               | FN             | 1 152        | 2,2          |             |             |  |
|                | Alain Bureau                  | LCR            | 563          | 1,07         |             |             |  |
|                | Pierre Roy                    | OCT            | 345          | 0,66         |             |             |  |
|                |                               |                |              |              |             |             |  |
| Inscrits       | Inscrits                      | Inscrits       | 73 254       | 100,00       | 73 254      | 100,00      |  |
| Abstentions    | Abstentions                   | Abstentions    | 19 992       | 27,29        | 18 228      | 24,88       |  |
| Votants        | Votants                       | Votants        | 53 262       | 72,71        | 55 026      | 75,12       |  |
| Blancs et nuls | Blancs et nuls                | Blancs et nuls | 805          | 1,51         | 2 700       | 4,91        |  |
| Exprimés       | Exprimés                      | Exprimés       | 52 457       | 98,49        | 52 326      | 95,09       |  |

La suppléante de Lucien Neuwirth était Suzanne Namy, Docteur en droit, chargée de cours de droit social à l'Université de Saint-Étienne.

### Élections de 1978
| Candidat       | Candidat                      | Parti             | Premier tour | Premier tour | Second tour | Second tour |  |
| Candidat       | Candidat                      | Parti             | Voix         | %            | Voix        | %           |  |
| -------------- | ----------------------------- | ----------------- | ------------ | ------------ | ----------- | ----------- |  |
|                | Lucien Neuwirth sortant réélu | UDR (URP)         | 19 465       | 32,25        | 33 744      | 53,88       |  |
|                | François Tomas                | PCF               | 13 559       | 22,46        | Retrait     | Retrait     |  |
|                | Bruno Vennin                  | PS                | 13 528       | 22,41        | 28 887      | 46,12       |  |
|                | Jean Pibarot                  | UDF (PR)          | 8 419        | 13,95        |             |             |  |
|                | Bernard Goudin                | Extrême droite    | 1 109        | 1,84         |             |             |  |
|                | Roger Charlat                 | PSU (FA)          | 1 075        | 1,78         |             |             |  |
|                | Bruno Fulchiron               | Divers écologiste | 949          | 1,57         |             |             |  |
|                | Georges Rouchouze             | FN                | 636          | 1,05         |             |             |  |
|                | Alain Marquet                 | LO                | 489          | 0,81         |             |             |  |
|                | Jean-Luc Mounier              | LCR               | 386          | 0,64         |             |             |  |
|                | Francis Rongier               | Divers            | 367          | 0,61         |             |             |  |
|                | Eugène Dusard                 | Divers droite     | 240          | 0,4          |             |             |  |
|                | Marie-Antoinette Deléage      | Divers            | 137          | 0,23         |             |             |  |
|                |                               |                   |              |              |             |             |  |
| Inscrits       | Inscrits                      | Inscrits          | 78 566       | 100,00       | 78 566      | 100,00      |  |
| Abstentions    | Abstentions                   | Abstentions       | 17 440       | 22,2         | 13 885      | 17,67       |  |
| Votants        | Votants                       | Votants           | 61 126       | 77,8         | 64 681      | 82,33       |  |
| Blancs et nuls | Blancs et nuls                | Blancs et nuls    | 767          | 1,25         | 2 050       | 3,17        |  |
| Exprimés       | Exprimés                      | Exprimés          | 60 359       | 98,75        | 62 631      | 96,83       |  |

La suppléante de Lucien Neuwirth était Danielle Roinat.

### Élections de 1981
| Candidat       | Candidat                | Parti              | Premier tour | Premier tour | Second tour | Second tour |  |
| Candidat       | Candidat                | Parti              | Voix         | %            | Voix        | %           |  |
| -------------- | ----------------------- | ------------------ | ------------ | ------------ | ----------- | ----------- |  |
|                | Lucien Neuwirth sortant | RPR (UNM)          | 21 099       | 45,44        | 25 611      | 47,75       |  |
|                | Bruno Vennin élu        | PS                 | 15 497       | 33,37        | 28 025      | 52,25       |  |
|                | François Tomas          | PCF                | 7 960        | 17,14        |             |             |  |
|                | Christian Brodhag       | MÉP                | 1 207        | 2,60         |             |             |  |
|                | Pierre Bricout          | Divers gauche (CG) | 458          | 0,99         |             |             |  |
|                | Sigrid Duraj            | LCR                | 216          | 0,47         |             |             |  |
|                |                         |                    |              |              |             |             |  |
| Inscrits       | Inscrits                | Inscrits           | 77 330       | 100,00       | 77 330      | 100,00      |  |
| Abstentions    | Abstentions             | Abstentions        | 30 575       | 39,54        | 23 136      | 29,92       |  |
| Votants        | Votants                 | Votants            | 46 755       | 60,46        | 54 194      | 70,08       |  |
| Blancs et nuls | Blancs et nuls          | Blancs et nuls     | 318          | 0,68         | 558         | 1,03        |  |
| Exprimés       | Exprimés                | Exprimés           | 46 437       | 99,32        | 53 636      | 98,97       |  |

La suppléante de Bruno Vennin était Élisabeth Bost.

### Élections de 1988
| Candidat       | Candidat                      | Parti          | Premier tour | Premier tour | Second tour | Second tour |  |
| Candidat       | Candidat                      | Parti          | Voix         | %            | Voix        | %           |  |
| -------------- | ----------------------------- | -------------- | ------------ | ------------ | ----------- | ----------- |  |
|                | Christian Cabal sortant réélu | RPR (URC)      | 13 439       | 40,79        | 19 656      | 52,21       |  |
|                | Bruno Vennin                  | PS             | 11 532       | 35           | 17 992      | 47,79       |  |
|                | Jean Carré                    | FN             | 4 429        | 13,44        |             |             |  |
|                | Françoise Gamper              | PCF            | 3 333        | 10,12        |             |             |  |
|                | Henri Pansart                 | POE            | 212          | 0,64         |             |             |  |
|                | Camille Dupin                 | Divers droite  | 0            | 0            |             |             |  |
|                |                               |                |              |              |             |             |  |
| Inscrits       | Inscrits                      | Inscrits       | 59 737       | 100,00       | 59 737      | 100,00      |  |
| Abstentions    | Abstentions                   | Abstentions    | 26 364       | 44,13        | 21 190      | 35,47       |  |
| Votants        | Votants                       | Votants        | 33 373       | 55,87        | 38 547      | 64,53       |  |
| Blancs et nuls | Blancs et nuls                | Blancs et nuls | 428          | 1,28         | 899         | 2,33        |  |
| Exprimés       | Exprimés                      | Exprimés       | 32 945       | 98,72        | 37 648      | 97,67       |  |

Le suppléant de Christian Cabal était le Docteur Jean Pibarot, UDF, conseiller régional, conseiller municipal délégué de Saint-Étienne.

### Élections de 1993
| Candidat       | Candidat                      | Parti                      | Premier tour | Premier tour | Second tour | Second tour |  |
| Candidat       | Candidat                      | Parti                      | Voix         | %            | Voix        | %           |  |
| -------------- | ----------------------------- | -------------------------- | ------------ | ------------ | ----------- | ----------- |  |
|                | Christian Cabal sortant réélu | RPR (UPF)                  | 13 683       | 41,04        | 17 785      | 70,33       |  |
|                | Guy Despert                   | FN                         | 5 726        | 17,17        | 7 504       | 29,67       |  |
|                | Jean-Claude Bertrand          | PS (ADFP)                  | 4 780        | 14,34        |             |             |  |
|                | François Brunet               | PCF                        | 2 631        | 7,89         |             |             |  |
|                | Christian Brodhag             | Les Verts (EÉ)             | 2 052        | 6,15         |             |             |  |
|                | Pierre Leneveu                | LT-LNÉ                     | 960          | 2,88         |             |             |  |
|                | André Piat                    | Divers                     | 780          | 2,34         |             |             |  |
|                | Christian Daudel              | MDC                        | 612          | 1,84         |             |             |  |
|                | François Bouchut              | Divers droite              | 500          | 1,5          |             |             |  |
|                | Madjid Merouane               | Divers gauche (Maj. prés.) | 449          | 1,35         |             |             |  |
|                | Roger Charlat                 | AREV                       | 442          | 1,33         |             |             |  |
|                | Alain Schlick                 | LO                         | 425          | 1,27         |             |             |  |
|                | Etienne Jodar                 | UDI                        | 304          | 0,91         |             |             |  |
|                |                               |                            |              |              |             |             |  |
| Inscrits       | Inscrits                      | Inscrits                   | 58 143       | 100,00       | 58 143      | 100,00      |  |
| Abstentions    | Abstentions                   | Abstentions                | 23 520       | 40,45        | 26 556      | 45,67       |  |
| Votants        | Votants                       | Votants                    | 34 623       | 59,55        | 31 587      | 54,33       |  |
| Blancs et nuls | Blancs et nuls                | Blancs et nuls             | 1 279        | 3,69         | 6 298       | 19,94       |  |
| Exprimés       | Exprimés                      | Exprimés                   | 33 344       | 96,31        | 25 289      | 80,06       |  |

La suppléante de Christian Cabal était Nicole Peycelon.

### Élections de 1997
| Candidat       | Candidat                      | Parti          | Premier tour | Premier tour | Second tour | Second tour |  |
| Candidat       | Candidat                      | Parti          | Voix         | %            | Voix        | %           |  |
| -------------- | ----------------------------- | -------------- | ------------ | ------------ | ----------- | ----------- |  |
|                | Christian Cabal sortant réélu | RPR            | 8 847        | 28,7         | 14 788      | 42,35       |  |
|                | Bruno Vennin                  | PS             | 7 425        | 24,08        | 14 592      | 41,79       |  |
|                | Michèle Bracciano             | FN             | 7 237        | 23,47        | 5 539       | 15,86       |  |
|                | Roger Dubien                  | PCF            | 3 016        | 9,78         |             |             |  |
|                | Louis Ouillon                 | MPF (LDI)      | 1 115        | 3,62         |             |             |  |
|                | Marcel Gaillard               | AREV           | 1 076        | 3,49         |             |             |  |
|                | Mireille Jouffre              | LO             | 822          | 2,67         |             |             |  |
|                | Bruno Clémentin               | MÉI            | 553          | 1,79         |             |             |  |
|                | Christian Daudel              | MDC            | 500          | 1,62         |             |             |  |
|                | Jean-Claude Jarrige           | PT             | 240          | 0,78         |             |             |  |
|                |                               |                |              |              |             |             |  |
| Inscrits       | Inscrits                      | Inscrits       | 54 149       | 100,00       | 54 149      | 100,00      |  |
| Abstentions    | Abstentions                   | Abstentions    | 22 275       | 41,14        | 18 258      | 33,72       |  |
| Votants        | Votants                       | Votants        | 31 874       | 58,86        | 35 891      | 66,28       |  |
| Blancs et nuls | Blancs et nuls                | Blancs et nuls | 1 043        | 3,27         | 972         | 2,71        |  |
| Exprimés       | Exprimés                      | Exprimés       | 30 831       | 96,73        | 34 919      | 97,29       |  |

La suppléante de Christian Cabal était Florence Corompt, ergonome à Saint-Étienne.

### Élections de 2002
| Candidat       | Candidat                      | Parti            | Premier tour | Premier tour | Second tour | Second tour |  |
| Candidat       | Candidat                      | Parti            | Voix         | %            | Voix        | %           |  |
| -------------- | ----------------------------- | ---------------- | ------------ | ------------ | ----------- | ----------- |  |
|                | Christian Cabal sortant réélu | UMP              | 9 412        | 32,54        | 13 195      | 53,67       |  |
|                | Roland Comte                  | Les Verts (PS)   | 4 882        | 16,88        | 11 391      | 46,33       |  |
|                | Michèle Bracciano             | FN               | 4 282        | 14,81        |             |             |  |
|                | Maurice Vincent               | diss. PS         | 3 955        | 13,67        |             |             |  |
|                | Nicole Peycelon               | Divers droite    | 2 928        | 10,12        |             |             |  |
|                | Roger Dubien                  | PCF              | 1 378        | 4,76         |             |             |  |
|                | Christian Daudel              | Pôle républicain | 594          | 2,05         |             |             |  |
|                | Jacques Barbaria              | LT-LNÉ           | 340          | 1,12         |             |             |  |
|                | Carmen Montet                 | LO               | 292          | 1,01         |             |             |  |
|                | Yolande Chauvel               | MNR              | 219          | 0,76         |             |             |  |
|                | Joël Marty                    | ÉD               | 187          | 0,65         |             |             |  |
|                | Jean-Claude Jarrige           | PT               | 166          | 0,57         |             |             |  |
|                | Simone Viau                   | GÉ               | 126          | 0,44         |             |             |  |
|                | Julie Bertaud                 | CPNT             | 118          | 0,41         |             |             |  |
|                | Joëlle Aldon                  | Divers           | 43           | 0,15         |             |             |  |
|                |                               |                  |              |              |             |             |  |
| Inscrits       | Inscrits                      | Inscrits         | 50 487       | 100,00       | 50 487      | 100,00      |  |
| Abstentions    | Abstentions                   | Abstentions      | 21 163       | 41,92        | 24 700      | 48,92       |  |
| Votants        | Votants                       | Votants          | 29 324       | 58,08        | 25 787      | 51,08       |  |
| Blancs et nuls | Blancs et nuls                | Blancs et nuls   | 402          | 1,37         | 1 201       | 4,66        |  |
| Exprimés       | Exprimés                      | Exprimés         | 28 922       | 98,63        | 24 586      | 95,34       |  |

La suppléante de Christian Cabal était Annie Domenichini, conseillère générale du canton de Saint-Étienne-Sud-Est-1, conseillère municipale de Saint-Étienne, sage-femme.

### Élections de 2007
| Candidat       | Candidat                | Parti               | Premier tour | Premier tour | Second tour | Second tour |  |
| Candidat       | Candidat                | Parti               | Voix         | %            | Voix        | %           |  |
| -------------- | ----------------------- | ------------------- | ------------ | ------------ | ----------- | ----------- |  |
|                | Christian Cabal sortant | UMP                 | 10 289       | 38,89        | 12 095      | 46,01       |  |
|                | Jean-Louis Gagnaire élu | PS                  | 7 671        | 29           | 14 194      | 53,99       |  |
|                | Denis Chambe            | UDF–MoDem           | 2 889        | 10,92        |             |             |  |
|                | François Dufossé        | FN                  | 1 331        | 5,03         |             |             |  |
|                | Olivier Longeon         | Les Verts           | 888          | 3,36         |             |             |  |
|                | Véronique Naegelen      | PCF                 | 871          | 3,29         |             |             |  |
|                | Hélène Millot           | LCR                 | 668          | 2,53         |             |             |  |
|                | Bruno Landriot          | Divers écologiste   | 295          | 1,12         |             |             |  |
|                | Idriss Bekka            | Divers              | 275          | 1,04         |             |             |  |
|                | Edmond Hubé             | MPF                 | 261          | 0,99         |             |             |  |
|                | Olivier Lafferrière     | Extrême gauche (GA) | 239          | 0,9          |             |             |  |
|                | Édith Roche             | LO                  | 185          | 0,7          |             |             |  |
|                | Alain Crozier           | Divers              | 149          | 0,56         |             |             |  |
|                | Yolande Chauvel         | MNR                 | 134          | 0,51         |             |             |  |
|                | Bruno Clémentin         | Divers              | 126          | 0,48         |             |             |  |
|                | Madjid Merouane         | Divers              | 117          | 0,44         |             |             |  |
|                | Lionel Massardier       | MRC                 | 66           | 0,25         |             |             |  |
|                | Xavier Chirignan        | Divers              | 0            | 0            |             |             |  |
|                |                         |                     |              |              |             |             |  |
| Inscrits       | Inscrits                | Inscrits            | 50 133       | 100,00       | 50 133      | 100,00      |  |
| Abstentions    | Abstentions             | Abstentions         | 23 400       | 46,68        | 23 150      | 46,18       |  |
| Votants        | Votants                 | Votants             | 26 733       | 53,32        | 26 983      | 53,82       |  |
| Blancs et nuls | Blancs et nuls          | Blancs et nuls      | 279          | 1,04         | 694         | 2,57        |  |
| Exprimés       | Exprimés                | Exprimés            | 26 454       | 98,96        | 26 289      | 97,43       |  |

### Élections de 2012
| Candidat       | Candidat                          | Parti          | Premier tour | Premier tour | Second tour | Second tour |  |
| Candidat       | Candidat                          | Parti          | Voix         | %            | Voix        | %           |  |
| -------------- | --------------------------------- | -------------- | ------------ | ------------ | ----------- | ----------- |  |
|                | Jean-Louis Gagnaire sortant réélu | PS             | 12 439       | 42,11        | 16 450      | 59,93       |  |
|                | Alexandra Custodio                | UMP            | 7 738        | 26,19        | 10 999      | 40,07       |  |
|                | Francis Rongier                   | FN (RBM)       | 5 004        | 16,94        |             |             |  |
|                | Vanessa Pecel                     | PCF (FG) (PG)  | 2 169        | 7,34         |             |             |  |
|                | Noélie Buisson-Descombes          | EÉLV           | 1 346        | 4,56         |             |             |  |
|                | Mohamed Abdirahman                | Divers gauche  | 383          | 1,30         |             |             |  |
|                | Denis Rivier                      | NPA            | 168          | 0,57         |             |             |  |
|                | Laurent Arena                     | S&P            | 111          | 0,38         |             |             |  |
|                | Pascal Bouchet                    | LO             | 106          | 0,36         |             |             |  |
|                | Rémi Provenzano                   | Divers         | 78           | 0,26         |             |             |  |
|                |                                   |                |              |              |             |             |  |
| Inscrits       | Inscrits                          | Inscrits       | 57 300       | 100,00       | 57 280      | 100,00      |  |
| Abstentions    | Abstentions                       | Abstentions    | 27 486       | 47,97        | 29 034      | 50,69       |  |
| Votants        | Votants                           | Votants        | 29 814       | 52,03        | 28 246      | 49,31       |  |
| Blancs et nuls | Blancs et nuls                    | Blancs et nuls | 272          | 0,91         | 797         | 2,82        |  |
| Exprimés       | Exprimés                          | Exprimés       | 29 542       | 99,09        | 27 449      | 97,18       |  |

### Élections de 2017
|                                                                          |                                                                                    |                           |                           |                          |                          |
|                                                                          |                                                                                    | Premier tour 11 juin 2017 | Premier tour 11 juin 2017 | Second tour 18 juin 2017 | Second tour 18 juin 2017 |
|                                                                          |                                                                                    |                           |                           |                          |                          |
|                                                                          |                                                                                    | Nombre                    | % des inscrits            | Nombre                   | % des inscrits           |
| Inscrits                                                                 | Inscrits                                                                           | 53 195                    | 100,00                    | 53 194                   | 100,00                   |
| Abstentions                                                              | Abstentions                                                                        | 30 005                    | 56,41                     | 33 376                   | 62,74                    |
| Votants                                                                  | Votants                                                                            | 23 190                    | 43,59                     | 19 818                   | 37,26                    |
|                                                                          |                                                                                    |                           | % des votants             |                          | % des votants            |
| Bulletins blancs                                                         | Bulletins blancs                                                                   | 236                       | 1,02                      | 1 239                    | 6,25                     |
| Bulletins nuls                                                           | Bulletins nuls                                                                     | 90                        | 0,39                      | 438                      | 2,21                     |
| Suffrages exprimés                                                       | Suffrages exprimés                                                                 | 22 864                    | 98,59                     | 18 141                   | 91,54                    |
|                                                                          |                                                                                    |                           |                           |                          |                          |
| Candidat Étiquette politique (partis et alliances)                       | Candidat Étiquette politique (partis et alliances)                                 | Voix                      | % des exprimés            | Voix                     | % des exprimés           |
|                                                                          |                                                                                    |                           |                           |                          |                          |
|                                                                          | Jean-Michel Mis La République en marche                                            | 8 860                     | 38,75                     | 10 425                   | 57,47                    |
|                                                                          | Andrée Taurinya La France insoumise                                                | 3 516                     | 15,38                     | 7 716                    | 42,53                    |
|                                                                          | Alexandra Ribeiro-Custodio Les Républicains (Union des démocrates et indépendants) | 3 249                     | 14,21                     |                          |                          |
|                                                                          | Pascal Arrighi Front national                                                      | 3 119                     | 13,64                     |                          |                          |
|                                                                          | Olivier Longeon Europe Écologie Les Verts                                          | 2 124                     | 9,29                      |                          |                          |
|                                                                          | Vanessa Pecel Parti communiste français (Nouveau Parti anticapitaliste)            | 907                       | 3,97                      |                          |                          |
|                                                                          | Maxime Peyrard Divers (Union populaire républicaine)                               | 347                       | 1,52                      |                          |                          |
|                                                                          | Nadia Lamour Écologiste (Confédération pour l'homme, l'animal et la planète)       | 344                       | 1,50                      |                          |                          |
|                                                                          | Joëlle Governatori Écologiste (Mouvement 100 %)                                    | 211                       | 0,92                      |                          |                          |
|                                                                          | Sauveur Cuadros Lutte ouvrière                                                     | 187                       | 0,82                      |                          |                          |
| Source : Ministère de l'Intérieur - Deuxième circonscription de la Loire |                                                                                    |                           |                           |                          |                          |

### Élections de 2022
Les élections législatives françaises de 2022 ont eu lieu les dimanches 12 et 19 juin 2022.
| Résultats des élections législatives des 12 et 19 juin 2022 de la 2e circonscription de la Loire |                          |                          |                          |              |              |             |             |
| Candidat                                                                                         | Candidat                 | Parti et coalition       | Nuance                   | Premier tour | Premier tour | Second tour | Second tour |
| Candidat                                                                                         | Candidat                 | Parti et coalition       | Nuance                   | Voix         | %            | Voix        | %           |
|                                                                                                  | Andrée Taurinya          | LFI (NUPES)              | NUP                      | 7 738        | 34,37        | 10 488      | 50,63       |
|                                                                                                  | Jean-Michel Mis          | LREM (ENS)               | ENS                      | 6 161        | 27,36        | 10 225      | 49,37       |
|                                                                                                  | Hervé Breuil             | RN                       | RN                       | 3 454        | 15,34        |             |             |
|                                                                                                  | Marie-Camille Rey        | LR (UDC)                 | LR                       | 1 939        | 8,61         |             |             |
|                                                                                                  | Francette Moreau         | REC                      | REC                      | 1 145        | 5,09         |             |             |
|                                                                                                  | Zahra Bencharif          | PRG                      | RDG                      | 931          | 4,13         |             |             |
|                                                                                                  | David Jacquemard         | PA                       | ECO                      | 371          | 1,65         |             |             |
|                                                                                                  | Nathalie Douspis         | LEA (TUPV)               | ECO                      | 308          | 1,37         |             |             |
|                                                                                                  | Sophie Dieterich         | LO                       | DXG                      | 233          | 1,03         |             |             |
|                                                                                                  | Bernard Sirot            | POID                     | DXG                      | 133          | 0,59         |             |             |
|                                                                                                  | Quentin Fontvieille      | SE                       | DVC                      | 103          | 0,46         |             |             |
| Votes valides                                                                                    | Votes valides            | Votes valides            | Votes valides            | 22 516       | 98,40        | 20 713      | 93,72       |
| Votes blancs                                                                                     | Votes blancs             | Votes blancs             | Votes blancs             | 263          | 1,15         | 983         | 4,45        |
| Votes nuls                                                                                       | Votes nuls               | Votes nuls               | Votes nuls               | 104          | 0,45         | 405         | 1,83        |
| Total                                                                                            | Total                    | Total                    | Total                    | 22 883       | 100          | 22 101      | 100         |
| Abstention                                                                                       | Abstention               | Abstention               | Abstention               | 28 033       | 55,06        | 28 835      | 56,61       |
| Inscrits / participation                                                                         | Inscrits / participation | Inscrits / participation | Inscrits / participation | 50 916       | 44,94        | 50 936      | 43,39       |

### Élections de 2024
| Candidat                 | Candidat                 | Parti et coalition       | Nuance                   | Premier tour | Premier tour | Second tour | Second tour |
| Candidat                 | Candidat                 | Parti et coalition       | Nuance                   | Voix         | %            | Voix        | %           |
| ------------------------ | ------------------------ | ------------------------ | ------------------------ | ------------ | ------------ | ----------- | ----------- |
|                          | Andrée Taurinya          | LFI (NFP)                | UG                       | 13 652       | 43,09        | 15 584      | 48,73       |
|                          | Hervé Breuil             | RN                       | RN                       | 8 595        | 27,13        | 9 128       | 28,54       |
|                          | Éric Le Jaouen           | UDI (ENS)                | UDI                      | 7 310        | 23,08        | 7 268       | 22,73       |
|                          | Martial Mossmann         | AC (LC)                  | DVC                      | 871          | 2,75         |             |             |
|                          | Nathalie Douspis,        | LRC (RAS)                | ECO                      | 650          | 2,05         |             |             |
|                          | Sophie Dieterich         | LO                       | EXG                      | 439          | 1,39         |             |             |
|                          | Quentin Fontvieille      | SE                       | DVC                      | 162          | 0,51         |             |             |
|                          |                          |                          |                          |              |              |             |             |
| Suffrages exprimés       | Suffrages exprimés       | Suffrages exprimés       | Suffrages exprimés       | 31 679       | 97,98        | 31 980      | 97,96       |
| Votes blancs             | Votes blancs             | Votes blancs             | Votes blancs             | 474          | 1,47         | 495         | 1,52        |
| Votes nuls               | Votes nuls               | Votes nuls               | Votes nuls               | 178          | 0,55         | 170         | 0,52        |
| Total                    | Total                    | Total                    | Total                    | 32 331       | 100          | 32 645      | 100         |
| Abstention               | Abstention               | Abstention               | Abstention               | 18 558       | 36,47        | 18 265      | 35,88       |
| Inscrits / participation | Inscrits / participation | Inscrits / participation | Inscrits / participation | 50 889       | 63,53        | 50 910      | 64,12       |